# Melesse
Melesse ist eine Gemeinde im Département Ille-et-Vilaine in der Region Bretagne in Frankreich. Melesse ist mit 7400 Einwohnern (Stand 1. Januar 2022) eine kleine Stadt mit dörflichem, ländlichen Charakter.

## Geographie
Die Stadt liegt 95 Meter über dem Meeresspiegel und hat eine Fläche von 3239 Hektar. Die nächste große Stadt ist das zwölf Kilometer entfernte Rennes. Nicht weit entfernt liegt auch Saint-Malo sowie der Mont-Saint-Michel.

## Bevölkerung
| Jahr      | 1901 | 1911 | 1921 | 1931 | 1946 | 1954 | 1962 | 1968 | 1975 | 1982 | 1990 | 1999 | 2009 | 2017 |
| --------- | ---- | ---- | ---- | ---- | ---- | ---- | ---- | ---- | ---- | ---- | ---- | ---- | ---- | ---- |
| Einwohner | 2441 | 2379 | 2197 | 2182 | 2068 | 1974 | 1941 | 2119 | 3200 | 4231 | 4675 | 5164 | 5489 | 6576 |

## Gemeindepartnerschaft
Zwischen Melesse und der spanischen Gemeinde Enguera in der Autonomen Gemeinschaft Valencia besteht eine Gemeindepartnerschaft.